# 15889 Xiaoyuhe
15889 Xiaoyuhe este un asteroid din centura principală de asteroizi.

## Descriere
15889 Xiaoyuhe este un asteroid din centura principală de asteroizi. A fost descoperit pe 31 martie 1997 la Socorro, New Mexico, în cadrul proiectului LINEAR. Asteroidul prezintă o orbită caracterizată de o semiaxă mare de 2,25 ua, o excentricitate de 0,05 și o înclinație de 6,5° în raport cu ecliptica.